# Over Head Camshaft

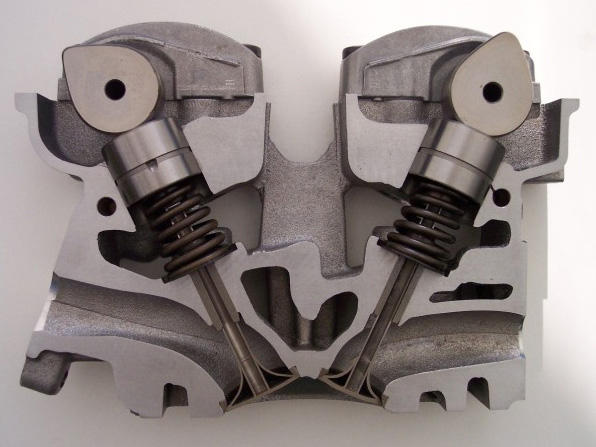
Řez hlavou s rozvodem DOHC

OHC (Over Head Camshaft) je typ ventilového rozvodu pístového motoru, u kterého je kromě ventilu v hlavě válců umístěna i vačková hřídel.
Mezi vačkou a ventilem je obyčejně vloženo jen zdvihátko umožňující seřízení ventilové vůle (dnes většinou samočinné hydraulické válcového tvaru). Rozvod tak obsahuje malý počet součástek, což zabezpečuje jeho vysokou tuhost a malý rozptyl vůlí. V porovnání s rozvodem OHV má menší počet součástek a tedy menší hmotnost a setrvačnost, což je vhodnější pro dosažení potřebné účinnosti ventilů vysokootáčkových motorů. Určitou nevýhodou tohoto rozvodu je komplikovanější a vyšší konstrukce hlavy válců. Výhody však převažují a proto je v současnosti typický pro moderní spalovací motory určené pro pohon automobilů.

## Pohon rozvodu
- ozubený řemen
- řetěz
- ozubený převod (zřídka)
- královská hřídel (výjimečně)
- dvěma ojnicemi (raritně)

Rozvod OHC je používán u čtyřdobých motorů. Převodový poměr pohonu vačkového hřídele od klikové hřídele je 2:1. Vačkový hřídel se otáčí 2x pomaleji než hřídel klikový. Důvodem je fakt, že čtyřdobý motor vykoná jeden pracovní cyklus za dvě otáčky klikové hřídele.
Pohon vačkové hřídele musí umožnit přesné nastavení vzájemné pozice klikové a vačkové hřídele a svázat pevně jejich vzájemnou polohu, která se během provozu motoru nesmí měnit. Musí být použit přesný převod (bez prokluzu) – převod s tvarovým stykem.
V současnosti je nejčastěji používá převod ozubeným rozvodovým řemenem, který má nízkou hmotnost. Vývoj nových materiálů zabezpečuje vysokou životnost a spolehlivost ozubeného rozvodového řemenu.
Pohon převodem (čelními) ozubenými koly se používá zřídka. Při poměrně velké vzdálenosti os obou hřídelů, musí být převod řešen vloženými ozubenými koly, která zvyšují hmotnost rozvodu.
Královský hřídel bývá umístěn souběžně s válcem na jeho boku s dvěma páry kuželových nebo šroubových kol (hlavně velmi staré motory z období 1. světové války; JAWA 500 OHC – od roku 1952 do 1958)
Pohon ojnicemi bylo řešení konstruktéra Alberta Rodera, pracujícího u firmy NSU, která tuto konstrukci nazvala Ultramax. Zatímco u předchozích konstrukcí byl pohyb z klikové hřídele na vačkovou hřídel přenášen otáčejícími součástmi, u řešení NSU byly použity ojnice. Kliková hřídel poháněla pomocnou hřídel v převodovém poměru 2:1. Jak na pomocné hřídeli, tak na vačkové hřídeli byly excentry, vzájemně spojené ojnicemi. Se systémem přenosu pohybu pomocí ojnic (zkoušeného firmou Husqvarna) byly seznámeni čtenáři krátkým textem s náčrtkem systému. Autor textu však mylně předpokládal, že ojnice pohybují přímo s vahadly ventilů, podobně jako s vahadly ventilů pohybují zvedací tyčky motorů OHV.

## OHC versus DOHC
Základní koncepce rozvodu OHC je jedna vačková hřídel na hlavu válců (u vidlicových motorů jsou hlavy dvě, a tedy i dvě vačkové hřídele). Ventily, které jsou minimálně dva na jeden válec, jsou umístěny v řadě, nad níž se umístí vačková hřídel. Rozvod s jednou vačkovou hřídelí se také označuje SOHC (Single Over Head Camshaft).
V případě jiného umístění ventilů je možné použít vložená vahadla nebo umístit ventily do dvou řad a použít dvě vačkové hřídele. V případě většího počtu ventilů na jeden válec (3, 4, 5) je použito jedné vačkové hřídele mezi řadami ventilů, tyto ventily jsou poté ovládány vahadly.
Další možné řešení je použití dvou vačkových hřídelí v hlavě válců, tedy samostatná vačková hřídel nad každou řadu ventilů (sací, výfukové), takové řešení se potom označuje DOHC (Double Over Head Camshaft) tj. dvě vačkové hřídele v hlavě válce.